# 巴尔斯博罗特
巴儿速孛罗（1490年—1531年），清朝译作巴尔斯博罗特，第34代蒙古大汗，达延汗的第三子，封为济农。明朝称之为阿着、阿著，号称赛音阿拉克，简称赛那剌。

## 生平
巴儿速孛罗生于1490年，一说生于1484年。二哥兀鲁思孛罗遇害后，1512年，被授予为右翼三万户（鄂尔多斯、土默特、永谢布）济农。达延汗本来指定长孙博迪为继承人，但在1517年达延汗死后，巴尔斯博罗特济农以博迪年幼为由，自称大汗，然而达延汗的其他儿子不服；1519年，达延汗的第四子阿尔苏博罗特的支持下，博迪登基，巴尔斯博罗特退位。博迪为了安抚巴尔斯博罗特，封他三个儿子为小汗。巴尔斯博罗特统治河套鄂尔多斯部，后来著名的俺答汗就是他的儿子。

## 家庭
- 子：[2][3]

1. 袞必里克：鄂尔多斯部
2. 俺答：土默特部
3. 剌布：兀慎（烏審）部
4. 昆都力哈：喀喇沁部
5. 那林：察罕塔塔尔部（意为白鞑靼）
6. 我托那言：永謝布部
7. 塔喇海（早逝）

### 引用
1. ↑  鄭天挺; 戴逸. . 中華人民共和國: 上海辭書出版社. 1992年: 第726頁. ISBN 9787532622740. （原始内容存档于2021-09-04） （中文）. 明代蒙古達延汗第三子。正德七年( 1512 )授為濟農，駐鄂爾多斯，統治右翼鄂爾多斯、土默特和永謝布三萬戶。次年嗣父汗位，號賽音阿拉克汗。未幾死。
2. 1 2 3  勒内·格鲁塞. .
3. 1 2 3  班布尔汗. .
4. ↑  . 成吉思汗陵. 2007-08-26  [2013-06-05]. （原始内容存档于2014-07-14）. 巴尔斯博罗特，巴图孟克达延汗三子，1484年生，1512年任右翼三万户济农，1531年卒。